# Ravensara laevis
Ravensara laevis är en lagerväxtart som beskrevs av André Joseph Guillaume Henri Kostermans. Ravensara laevis ingår i släktet Ravensara och familjen lagerväxter. Inga underarter finns listade i Catalogue of Life.